# مونا سولهیم
مونا سولهیم (انگلیسی: Mona Solheim؛ متولد ۴ اوت ۱۹۷۹) یک تکواندوکار نروژی است. وی در مسابقات قهرمانی تکواندو جهان در سالهای ۱۹۹۹، ۲۰۰۷، ۲۰۰۹ و ۲۰۱۱ شرکت کرد. وی در مسابقات قهرمانی تکواندو جهان ۲۰۰۷ در پکن، پس از شکست در برابر کارین سرگری، که نهایتاً به مقام قهرمانی رسید، برنده مدال برنز شد.
او خواهر نینا سولهایم است. آنها اهل کره جنوبی بودند و به فرزندی پذیرفته شده و در نامسوس بزرگ شدند.